# Volverte a ver (película)
Volverte a ver es una película mexicana cuyo estreno fue el 25 de diciembre de 2008 en los cines. Dirigida por Gustavo Adrián Garzón y protagonizada por Alfonso Herrera y Ximena Herrera.

## Sinopsis
Pablo lo tiene todo… bueno, casi todo. Carismático y brillante Director Creativo de una renombrada firma de moda, difícilmente pasa desapercibido entre las mujeres aunque al día de hoy, lo vemos solo y primordialmente sumergido en su trabajo. Su musa es una locutora de radio llamada Mandala, pero el destino se encarga de que conozca a Sofía, una dinámica reportera que podría ser su inspiración. Lo que Pablo no sabe es que ambas mujeres son la misma chica que conoció en un aeroparque en Argentina y de quien conserva solo su recuerdo, una foto y una nota sin firmar. Volverte a ver es una comedia romántica de encuentros y desencuentros, del valor de la amistad y de las sorpresas en el amor que la vida nos tiene guardadas donde uno menos se lo espera.

## Elenco
- Alfonso Herrera como Pablo.
- Ximena Herrera como Sofía/Mandala.
- Mónica Huarte como Rita.
- Luis Calvillo como Andrés.
- Andrea Damián como Ana.
- Eduardo Manzano como Dr. Bauer
- Juan Pablo Medina como Marco.
- Juan Carlos Martín del Campo como Suriel.[3]

## CD Soundtrack Volverte a Ver
1. KT Tunstall - Hopeless
2. Chenoa - Volverte a ver
3. Belanova - Cada que….(remix)
4. Motel - Aparador
5. Colbie Caillat- Bubbly
6. Babasónicos - Cuello rojo
7. Nortec Collective presents: Bostich+Fussible - Tijuana sound machine
8. Zoé - Dead
9. Paul Oakenfold ft. Suzie Del Vecchio - Mesmerized
10. Alpha - Elvis
11. Nat King Cole Trio - Gee Baby, Ain't I Good to You?
12. Score - Shampoo
13. Volován, Ximena Sariñana - Monitor
14. Improbable people - T’was only me
15. Antonio Carmona - Lucía Fernanda
16. Nina & María - Hank St Tropez
17. Pat C. & Chips - Cowboy Cosmopolita
18. Le Hammond Inferno - Not On The Guest List
19. Mina - Desktop
20. Nina - World
21. Score de Alejandro Giacomán - Volverte a Ver
22. Score de Alejandro Giacomán - Vete Tu Sola
23. Bajofondo Tango Club Ft. Gustavo Cerati - El Mareo

## Producción
- Una de las escenas que necesitó efectos visuales, fue en la que Pablo (Alfonso Herrera) tiene un sueño, en el que aparece la Ciudad devastada. (Inspirado en escenas de las películas como Soy leyenda y Constantine).
- Motel, considerado el grupo de moda, participó en el rodaje de la película Volverte a ver.
- Los lugares que fueron filmados son Buenos Aires, Argentina y México D.F.